# Dean Martin
Dino Paul Crocetti, conegut com a Dean Martin, (Steubenville, Ohio, 7 de juny de 1917 - Beverly Hills, Califòrnia, 25 de desembre de 1995) fou un còmic, actor i cantant estatunidenc. Pel fet de ser un dels membres més populars de la indústria de l'entreteniment de mitjan segle xx, va ser sobrenomenat "El rei del cool". Martin va fer un salt en la seva carrera juntament amb el còmic Jerry Lewis, formant la parella anomenada Martin i Lewis, el 1946. Van actuar en discoteques i més tard van tenir nombroses aparicions a la ràdio i la televisió i en pel·lícules.
Després d'un final trist de l'associació el 1956, Martin va seguir una carrera en solitari com a intèrpret i actor. Es va establir com a cantant, enregistrant nombroses cançons contemporànies així com estàndards del Great American Songbook. Els seus estaven entre els espectacles més populars de Las Vegas i era conegut per la seva amistat amb els seus companys artistes Frank Sinatra i Sammy Davis Jr., que juntament amb diversos altres van formar el Rat Pack.
A partir de 1965, Martin va ser l'amfitrió del programa de varietats de televisió The Dean Martin Show, que es va centrar en els talents de cant i còmics de Martin i es va caracteritzar pel seu comportament relaxat i despreocupat. De 1974 a 1984, va participar al popular Dean Martin Celebrity Roast, el que va atreure celebritats, còmics i polítics. Al llarg de la seva carrera, Martin va actuar en escenaris de concerts, discoteques, enregistraments d'àudio i va aparèixer en 85 produccions de cinema i televisió.
Entre les seves cançons més conegudes hi ha "Ain't That a Kick in the Head?", "Memories Are Made of This", "That's Amore", "Everybody Loves Somebody", "You're Nobody till Somebody Loves You", "Sway," i "Volare".

## Biografia
Els seus pares eren uns immigrants italians. La seva mare, Angela Crocetti, era mestressa de casa i el seu pare, Gaetano Crocetti, era barber.
Dino abandonà els estudis quan finalitzà el col·legi, començà a treballar en diferents coses, com a peó, benziner, croupier, i àdhuc com a boxejador. Com a boxejador va adquirir cert èxit. Utilitzava com a pseudònim el nom de Kid Crocetti.
El 2 d'octubre de 1941 es casà amb Elizabeth Anne McDonald. Van tenir quatre fills, entre ells, la també cantant Gail Martin. Dean es divorcià en 1949. Aquell mateix any es casà amb una altra dona.

## Cantant underground
Paral·lelament al ring, Dino començà a actuar com a cantant als nightclubs, per això va escollir el nom artístic de Dino Martini.
Al llarg de la seva dilatada carrera com a cantant, Martin va tenir grans èxits com la interpretació composta Volare (nel blu dipinto di blu) de Domenico Modugno o Everybody loves somebody. Amb el temps, en les seves actuacions, a més de cantar-hi, també interpretava números còmics.

## Una parella exitosa
En aquells ambients va conèixer un altre còmic anomenat Jerry Lewis. Tots dos es feren col·legues inseparables i prepararen un número com a duo que varen estrenar al 500 Club Atlantic City el 1946. Dean va veure en la seva associació amb Jerry Lewis la possibilitat d'explotar una veta en el gènere de la faràndula còmica i utilitzà l'amistat de Lewis per a escalar vers Hollywood. Tanmateix, Lewis professava una autèntica amistat vers Martin.
L'1 de setembre de 1949, va contraure matrimoni per tercer cop, amb Jeanne Biegger (que va canviar el seu nom al de Jeanne Martin). Varen tenir tres fills:
- Dean Paul Martin (Dino) (nascut el 17 de novembre de 1951).
- Ricci Martin (nascut el 20 de setembre de 1953).[8]
- Gina Caroline Martin (nascuda el 20 de setembre de 1956).

Dean i Jeanne van divorciar-se el dia de Sant Valentí de 1973, només dos dies abans, havia nascut el seu net, l'actor Alexander Martin, fill de Dean Paul Martin i l'actriu argentina Olivia Hussey. Tot i el divorci, varen mantenir una bona relació.

## El show d'Ed Sullivan
La fama dels còmics era gran i foren temptats per la televisió. De fet, el 20 de juny de 1948 foren els còmics invitats per a un programa de varietats que estrenava la CBS titulat Toast of the Town, el presentador del qual era Ed Sullivan. (Aquest programa, amb el temps, es convertí en un clàssic de la televisió i no només als Estats Units, mantenint-se en antena durant dècades.) A partir de la novena temporada (18 de setembre de 1955), canvià el nom a The Ed Sullivan Show, seria tot un referent per la televisió, més enllà fins i tot dels Estats Units. Finalment, el programa deixà d'emetre's el 28 de març de 1971. Dean Martin, ja sense Lewis, tornaria a aparèixer com a invitat al programa el 30 de juny de 1957.

## Hollywood-apogeu de la fama
El 1949, Dean Martin i Jerry Lewis ja tenien certa fama, per això van cridar l'atenció de la Paramount que els contractà.
La parella de còmics fou capaç d'atraure el públic a les sales d'exhibició, per tant, llurs pel·lícules resultaven rendibles als estudis. Entre 1949 i 1956 rodaren 18 pel·lícules junts. Els directors més usuals d'aquestes foren George Marshall, Hal Walker i Norman Taurog.
A partir de 1951, la parella de còmics comença a treballar també a televisió. Tots dos són estrelles invitades habituals al programa de varietats The Colgate Comedy Hour emès entre 1950 i 1955 per la NBC.
Des de la dècada dels '50, Dean Martin formà part d'un grup d'autors conegut comel "rat pack" juntament amb Frank Sinatra, Peter Lawford o Sammy Davis, Jr.. Dels membres del "rat pack" es deia que tenien estrets contactes amb el món de la màfia, de fet, es deixaven veure amb coneguts membres del crimen organitzat a Les Vegues, ciutat en què se sentien còmodament.

## El trencament
Els egos d'un i d'altre, finalment, resultaren incompatibles. Dean Martin, en aquell moment era només un apèndix de l'ego de Lewis qui creia que l'èxit es devia a la seva actuació, això comença a gratar l'amistat entre tots dos i començaren a tenir batusses i discussions. Martin aguantà Lewis fins al moment en què va veure que ja no el necessitava i que podia iniciar una carrera en solitari.
Martin va voler mantenir el nivell de popularitat ja adquirit i començà en solitari la seva carrera com a actor cinematogràfic, realitzant papers de galant i cantant i deixà alguns memorables títols com "Els quatre fills de Katie Elder" de Hathaway, "Rio Bravo" de Hawks, "Besa'm, tonto" de Wilder, "Com un torrent" de Minnelli... i especialment "El ball dels maleïts" de Dmytryk.

## El show de Dean Martin
El 1965, Dean Martin és contractat per la NBC i es converteix en l'amfitrió del seu propi programa de televisió que va rebre el nom de "The Dean Martin Show". Aquest programa de varietats començà a emetre's el 16 de setembre de 1965.
El 1973, després de vuit temporades en antena, "The Dean Martin Show" anava perdent audiència, per això els directors de la cadena varen decidir donar-li un últim aire i pensaren a introduir-hi estrelles de consideració per atraure els espectadors. Tanmateix, tampoc funcionà i el programa fou cancel·lat.
La NBC, en lloc de donar el tema per finalitzat i acomiadar Dean Martin, va voler seguir explotant la popularitat de la seva estrella, per això van reprendre la idea d'entrevistar estrelles i signaren amb Dean Martin perquè rodés una sèrie d'especials. El nou programa fou titulat com "The Dean Martin Celebrity Roast".

## Declivi de la seva popularitat
El 1966 interpretà Matt Helm, un espia a l'estil James Bond, tot i que en clau d'humor. Donaria vida a aquest heroi en una sèrie composta per quatre pel·lícules, per ordre cronològic: "The Silencers i Matt Helm", agent molt especial 8ambdues de 1966), "L'emboscada" (1967) i "La mansió dels set plaers" (1969). Al final de la quarta entrega, s'anuncià una cinquena pel·lícula de la sèrie Matt Helm que es titularia "The Ravagers", com la novel·la de Hamilton publicada el 1964. Tanmateix, Dean Martin va rebutjar tornar a fer el personatge i el projecte fou cancel·lat.
El 1973, va contraure matrimoni per quarta vegada amb Catherine Hawn. Tots dos adoptaren una nena petita, Heather Lyn. El matrimoni només durà tres anys.
La seva última pel·lícula pel cinema fou "Els bojos del Cannonball II" de 1984.
El 1985, la NBC el contracta per formar part del repartiment d'una nova sèrie titulada "Half Nelson". La sèrie protagonitzada per Joe Pesci, com Rock Nelson, era una sitcom al voltant d'un detectiu de Beverly Hills, que aprofita la seva curta estatura per a resoldre els casos. El paper de Martin era el de confident del detectiu. La sèrie fou cancel·lada i només van emetre's 6 episodis.

## Vida final
El 21 de març de 1987, el seu fill Dino va morir en un accident aeri sobre les Muntanyes de Sant Gorgonio, Califòrnia. La pèrdua fou un dur xoc per Dean Martin, qui es capbussà en una profunda depressió de la que mai més tornaria a recuperar-se'n.
Dean Martin morí, amb 78 anys, el dia de Nadal de 1995 a Beverly Hills, Califòrnia, com a conseqüència d'un emfisema que li produí el seu avançat càncer de pulmó. Les seves restes es troben al Cementiri Westwood Village Memorial Park de Los Angeles, Califòrnia.

## Personalitat
De Dean Martin, Dino pels amics, s'han dit moltes coses. Com a persona simpàtica i afable en els ambients socials i de festa però, alhora, una persona distant i reservada. Un vividor, a qui li agradaven molt les dones, amb un ego tan gran com el de Jerry Lewis i que fou incapaç d'estimar una dona més que com una companya capaç de donar-li fills, que va tenir en gran nombre. Les seves cançons encara s'escolten a través de les ones arreu del món.
En el llibre "Frank Sinatra i l'oblidat art de viure", de Bill Zehme, molt bé documentat, es diu que Dean Martin gairebé no bevia, tot i que sempre tenia un got de licor a la mà per fer-ho veure.

## Filmografia
| Any  | Pel·lícula                                      | Paper                             | Notes                                                  |
| ---- | ----------------------------------------------- | --------------------------------- | ------------------------------------------------------ |
| 1946 | Film Vodvil: Art Mooney and Orchestra           |                                   | Curt                                                   |
| 1949 | My Friend Irma                                  | Steve Laird                       |                                                        |
| 1950 | My Friend Irma Goes West                        | Steve Laird                       |                                                        |
| 1950 | At War with the Army                            | 1st Sergent Vic Puccinelli        |                                                        |
| 1950 | Screen Snapshots: Thirtieth Anniversary Special |                                   | Curt                                                   |
| 1951 | That's My Boy                                   | Bill Baker                        |                                                        |
| 1952 | Sailor Beware                                   | Al Crowthers                      |                                                        |
| 1952 | Jumping Jacks                                   | Corp. Chick Allen                 |                                                        |
| 1952 | Camí de Bali (Road to Bali)                     | Man in Lala's dream               | Cameo (no surt als crèdits)                            |
| 1952 | The Stooge                                      | Bill Miller                       |                                                        |
| 1953 | Scared Stiff                                    | Larry Todd                        |                                                        |
| 1953 | The Caddy                                       | Joe Anthony                       |                                                        |
| 1953 | Money from Home                                 | Herman 'Honey Talk' Nelson        |                                                        |
| 1954 | Living It Up                                    | Dr. Steve Harris                  |                                                        |
| 1954 | 3 Ring Circus                                   | Peter 'Pete' Nelson               |                                                        |
| 1955 | You're Never Too Young                          | Bob Miles                         |                                                        |
| 1955 | Artists and Models                              | Rick Todd                         |                                                        |
| 1956 | Screen Snapshots: Hollywood, City of Stars      |                                   | Curt                                                   |
| 1956 | Pardners                                        | Slim Mosely Jr. / Slim Mosely Sr. |                                                        |
| 1956 | Hollywood o res (Hollywood or Bust)             | Steve Wiley                       |                                                        |
| 1957 | Ten Thousand Bedrooms                           | Ray Hunter                        |                                                        |
| 1958 | El ball dels maleïts (The Young Lions)          | Michael Whiteacre                 |                                                        |
| 1958 | Some Came Running                               | Bama Dillert                      |                                                        |
| 1959 | Rio Bravo                                       | Dude ('Borrachón')                |                                                        |
| 1959 | Career                                          | Maurice 'Maury' Novak             |                                                        |
| 1960 | Who Was That Lady?                              | Michael Haney                     | Nominada — Globus d'Or al millor actor musical o còmic |
| 1960 | Bells Are Ringing                               | Jeffrey Moss                      |                                                        |
| 1960 | La quadrilla dels onze (Ocean's Eleven)         | Sam Harmon                        |                                                        |
| 1960 | Pepe                                            |                                   | Cameo                                                  |
| 1961 | Obra d'una nit (All in a Night's Work)          | Tony Ryder                        |                                                        |
| 1961 | Ada                                             | Bo Gillis                         |                                                        |
| 1962 | Something's Got to Give                         | Nicholas 'Nick' Arden             | (inacabada)                                            |
| 1962 | Sergeants 3                                     | Sergent Chip Deal                 |                                                        |
| 1962 | The Road to Hong Kong                           | The 'Grape' on plutonium          | Cameo (no surt als crèdits)                            |
| 1962 | Trampa al meu marit (Who's Got the Action?)     | Steve Flood                       |                                                        |
| 1963 | 38-24-36                                        | Ell mateix                        |                                                        |
| 1963 | Come Blow Your Horn                             | The Bum                           | (no surt als crèdits)                                  |
| 1963 | Joguines a les golfes (Toys in the Attic)       | Julian Berniers                   |                                                        |
| 1963 | Quatre tipus de Texas (Four for Texas)          | Joe Jarrett                       |                                                        |
| 1963 | Who's Been Sleeping in My Bed?                  | Jason Steel                       |                                                        |
| 1964 | What a Way to Go!                               | Leonard 'Lennie' Crawley          |                                                        |
| 1964 | Robin and the 7 Hoods                           | Little John                       |                                                        |
| 1964 | Fes-me un petó, ximplet (Kiss Me, Stupid)       | Dino                              |                                                        |
| 1965 | The Sons of Katie Elder                         | Tom Elder                         |                                                        |
| 1965 | Marriage on the Rocks                           | Ernie Brewer                      |                                                        |
| 1966 | The Silencers                                   | Matt Helm                         |                                                        |
| 1966 | Texas Across the River                          | Sam Hollis                        |                                                        |
| 1966 | Murderers' Row                                  | Matt Helm                         |                                                        |
| 1967 | Rough Night in Jericho                          | Alex Flood                        |                                                        |
| 1967 | Emboscada a Matt Helm (The Ambushers)           | Matt Helm                         |                                                        |
| 1968 | How to Save a Marriage and Ruin Your Life       | David Sloane                      |                                                        |
| 1968 | Bandolero!                                      | Dee Bishop                        |                                                        |
| 1968 | Rowan & Martin at the Movies                    |                                   | Curt                                                   |
| 1968 | El pòquer de la mort (5 Card Stud)              | Van Morgan                        |                                                        |
| 1969 | Brigada de demolició (The Wrecking Crew)        | Matt Helm                         |                                                        |
| 1970 | Airport                                         | capità Vernon Demerest            |                                                        |
| 1971 | Something Big                                   | Joe Baker                         |                                                        |
| 1973 | Cara a cara (Showdown)                          | Billy Massey                      |                                                        |
| 1975 | Mr. Ricco                                       | Joe Ricco                         |                                                        |
| 1981 | The Cannonball Run                              | Jamie Blake                       |                                                        |
| 1984 | Els bojos del Cannonball 2 (Cannonball Run II)  | Jamie Blake                       |                                                        |
| 1984 | Terror in the Aisles                            |                                   |                                                        |